# ناويا أوتشيدا
ناويا أوتشيدا (内田直哉 أوتشيدا ناويا) هو ممثل ياباني ولد في 1 مايو 1953 في طوكيو.

## أدواره في الأنمي

### مسلسلات أنمي تلفزيونية
- ديث نوت - سويتشيرو ياغامي
- ناروتو شيبودن - مادارا أوتشيها
- الخطايا السبع المميتة - ماجلان من الوصايا العشر
- وحش - الدكتور تيما + عدة اصوات
- Hantur X Hantur  - نابوناغا من عصابة العناكب
- ون بيس - دوك Q
- المنافس الشرس كايجي - يوجي إندو
- صوت السماء - العقيد هوبكنز
- كوبرا ذي أنيميشن - كوبرا
- ترينيتي بلاد - الكونت بايبارس
- كيمي ني تودوكي - غنجي سانادا
- هيرومان - نائب رئيس الولايات المتحدة
- C - تادافومي ميكوني
- بنغويندرام - والد يوري توكيكاغو
- مجموعة جونجي إيتو - نوماتا
- دريفترز - أودا نوبوناغا
- دورورو - اب هياكيمارو
- فينلاند ساغا - اشيلاد

### أوفا أنمي
- البدلة المتنقلة جاندام يونيكورن - أوتو ميتاس
- سوبرنتشرل ذي أنيميشن - أزازيل
- كوبرا ذي أنيميشن: تايم درايف - كوبرا الماضي

## أدواره في ألعاب الفيديو
- كينجدوم هارتس بيرث باي سليب - القبطان هوك
- ناروتو شيبودن: ألتيميت نينجا ستورم ريفولوشن - مادارا أوتشيها
- ناروتو شيبودن: ألتيميت نينجا ستورم 4 - مادارا أوتشيها
- جوجوز بيزار أدفنتشر: أول ستار باتل - شوكولاتا
- جاي-ستارز فيكتوري فرسس - مادارا أوتشيها
- سلسلة ألعاب إس دي جاندام جي جينيريشن
  - إس دي جاندام جي جينيريشن أوفر وورلد - أوتو ميتاس

## أدواره في الدبلجة اليابانية
- مالكوم في الوسط - هال
- سيارات - تنك تاني
- هاري بوتر وحجرة الأسرار - غيلدروي لوكهارت
- آيرون مان - بروس بانر
- هاي سكول ميوزيكال - جاك بولتون
- ذا لاست إيربندر - المعلم باكو
- سبايدرمان المذهل - دكتور كورت كونورز/ليزارد
- السرعة والغضب 1 - دومينيك توريتو
- السرعة والغضب: قيادة طوكيو - دومينيك توريتو
- الآن أنت تراني - ميريت ماكيني
- كيك-آس - ديمون ماكريدي/بيغ دادي

## وصلات خارجية
- ناويا أوتشيدا على موقع IMDb (الإنجليزية)
- ناويا أوتشيدا على موقع ميوزك برينز (الإنجليزية)
- ناويا أوتشيدا على موقع قاعدة بيانات الفيلم (الإنجليزية)
- ناويا أوتشيدا على موقع ANN person (الإنجليزية)